# Tenuipalpus dominguensis
Tenuipalpus dominguensis är en spindeldjursart som beskrevs av De Leon 1965. Tenuipalpus dominguensis ingår i släktet Tenuipalpus och familjen Tenuipalpidae. Inga underarter finns listade i Catalogue of Life.